# Pädagogische Hochschule des Kantons Waadt
Die Pädagogische Hochschule des Kantons Waadt (Haute école pédagogique du canton de Vaud – HEP Vaud) ist eine pädagogische Hochschule in Lausanne.

## Geschichte
Sie wurde im Jahr 2001 durch eine Fusion aus elf Instituten gegründet. Das Ziel der Hochschule ist die Ausbildung von zukünftigen Lehrkräften sowie die berufliche Weiterbildung von Lehrpersonen. Sie bietet Bachelor, Master und Doktorat an.